# Chlorops pumilionis
Chlorops pumilionis är en tvåvingeart som först beskrevs av Clas Bjerkander 1778.  Chlorops pumilionis ingår i släktet Chlorops och familjen fritflugor. Arten är reproducerande i Sverige. Inga underarter finns listade i Catalogue of Life.